# 哈蘭·阿莫斯
哈蘭·阿莫斯（英語：Hallam Amos；1994年9月24日—）是一位威爾斯橄欖球運動員。他是威爾斯國家橄欖球隊的一員，代表威爾斯參加了橄欖球六國賽等比賽。